# 奥特曼·巴卡尔
奧特曼·巴卡爾（Otman Bakkal，1985年2月27日—）是一名已退役的摩洛哥裔荷蘭足球運動員，曾參加荷蘭21歲以下國家隊。
巴卡爾曾被外借至丹保殊、FC燕豪芬及川迪。

## 外部連結
- 巴卡爾資料（荷兰文）